# Leila Vaziri
Leila Vaziri (en persa: لیلا وزیری; Nueva York, Estados Unidos, 6 de junio de 1985) es una nadadora estadounidense especializada en pruebas de estilo espalda corta distancia, donde consiguió ser campeona mundial en 2007 en los 50 metros.

## Carrera deportiva
En el Campeonato Mundial de Natación de 2007 celebrado en Melbourne ganó la medalla de oro en los 50 metros estilo espalda, con un tiempo de 28.16 segundos que fue récord del mundo, por delante de la bielorrusa Aliaksandra Herasimenia (plata con 28.46 segundos) y la australiana Taliyah Zimmer (bronce con 28.50 segundos).